# Municipio de Swan (condado de Holt)
El municipio de Swan (en inglés: Swan Township) es un municipio ubicado en el condado de Holt en el estado estadounidense de Nebraska. En el año 2010 tenía una población de 45 habitantes y una densidad poblacional de 0,16 personas por km².

## Geografía
El municipio de Swan se encuentra ubicado en las coordenadas 42°10′3″N 99°5′15″O / 42.16750, -99.08750. Según la Oficina del Censo de los Estados Unidos, el municipio tiene una superficie total de 278.12 km², de la cual 276,26 km² corresponden a tierra firme y (0,67 %) 1,86 km² es agua.

## Demografía
Según el censo de 2010, había 45 personas residiendo en el municipio de Swan. La densidad de población era de 0,16 hab./km². De los 45 habitantes, el municipio de Swan estaba compuesto por el 100 % blancos. Del total de la población el 0 % eran hispanos o latinos de cualquier raza.